# Трэвис, Мори
Мо́ри Трой Трэ́вис (англ. Maury Troy Travis; 25 октября 1965 — 10 июня 2002) — американский серийный убийца.
Трэвис убил по крайней мере от 12 до 20 проституток. Сам он утверждал, что убил 17 женщин между 2000 и 2002 гг. в подвале своего дома в Фергусоне, штат Миссури. Подвал своего дома он оборудовал под камеру пыток, некоторые пытки и истязания жертв маньяк снимал на видео.
Вычислить убийцу смогли, когда специалисты сайта Expedia.com определили IP-адрес пользователя, который ранее предположительно мог отправить журналистам карту с указанием останков последней жертвы маньяка и проживал он недалеко от этого места.
Через три дня после задержания покончил с собой, повесившись в тюремной камере.